# Sint-Remigiuskerk (Klimmen)
De Sint-Remigiuskerk is een kerkgebouw in Klimmen in de Nederlands Zuid-Limburgse gemeente Voerendaal. Het gebouw ligt op het hoogste punt van het dorp en is van verre te zien. Aan de oostzijde steekt het gebouw hoog uit boven de weg naar Termaar en Ransdaal. Aan de noordwestzijde ligt ze aan een plein: het Vrijthof. Rond het kerkgebouw ligt het kerkhof.
Het gebouw is een romaanse met een westtoren, een schip, een viering met transepten en een ronde apsis.
De kerk is een rijksmonument en is gewijd aan Sint-Remigius.

## Geschiedenis
Het schip van de kerk vanuit de fundamenten tot aan de daklijst dateert uit de 2/3e eeuw na Christus en is van oorsprong een Romeinse burgus langs de weg van Keulen naar Bavay / Boulogne-sur-Mer. Benedictijnen uit de abdij Saint-Remi te Reims die rond 1135 het gebied van de proosdij Meerssen, dat volgens een schenking van koningin Gerberaga uit 968 - bewaard in een pseudo-origineel van rond 1138 - tot hun bezit behoorde, ontgonnen het gebied rond Klimmen rond 1135 en transformeerden de Romeinse bouwval tot een sacrale ruimte, te weten een driebeukige kerk, met een rechthoekig priesterkoor en daarachter gelegen sacristie en naast het koor een woning met kelder voor de dienstdoende priester. Die kerk werd tijdens de Limburgse Successieoorlog - namelijk in de winter van 1288/1289 - in brand gestoken en rond 1325/1330 heropgebouwd, waarbij de zuidelijke zijbeuk niet meer werd opgetrokken. Wel voorzag men het godshuis toen van een westtoren in mergelsteen en het schip en priesterkoor van gewelven. 
In de periode van het Verenigd Koninkrijk der Nederlanden (1815-1830) kreeg de kerk een nieuwe sacristie, werd de noordelijke zijbeuk afgebroken en in ietwat gewijzigde vorm opgebouwd en bouwde men in 1828 een nieuwe pastorie achter de sacristie. In 1840 ging men over tot de renovatie van de kerktorenspits, maar door de slechte constructie moest die in 1848 worden gesloopt en werd ze vervangen door een afgeknotte dakbedekking.In 1881 bezochten Pierre Cuypers en Victor de Stuers de kerk omdat men in die tijd wilde overgaan tot de sloop van geheel bouwvallige kerk en de bouw van een nieuw, neogotisch godshuis. Zij moeten hebben aangevoeld dat er iets bijzonders met het gebouw aan de hand was. Dankzij hun beider inzet ging het kerkbestuur uiteindelijk over tot het restaureren van de oude kerk er maakte Jos Cuypers plannen voor een uitbreiding ervan die in 1906 en volgende jaren haar beslag kreeg. 
De nieuwe pastorie is een ontwerp van Jan Stuyt. Later is duidelijk geworden dat het schip van de kerk teruggaat tot de Romeinse tijd; van geen enkele burgus op het platteland van West-Europa is zoveel boven de grond bewaard gebleven als in Klimmen. Ten behoeve van deze burgus werd er een aftakking gemaakt vanaf de zogenaamde Via Belgica vanaf Walem naar Klimmen, die vandaar weer via Craubeek aansloot op de Via Belgica in Voerendaal. Naast de kerk is een Romeinse spitsgracht aangetroffen en wel op de plek waar de huidige pastorie is gelegen, de vroegere Hagergats.
In 1921 werden de wanden en gewelven van de kerk van schilderingen voorzien. Deze uitmonstering verdween in de jaren 60 onder een lichtgrijze verflaag. In 1984 vonden een ingrijpende restauratie en herinrichting plaats.

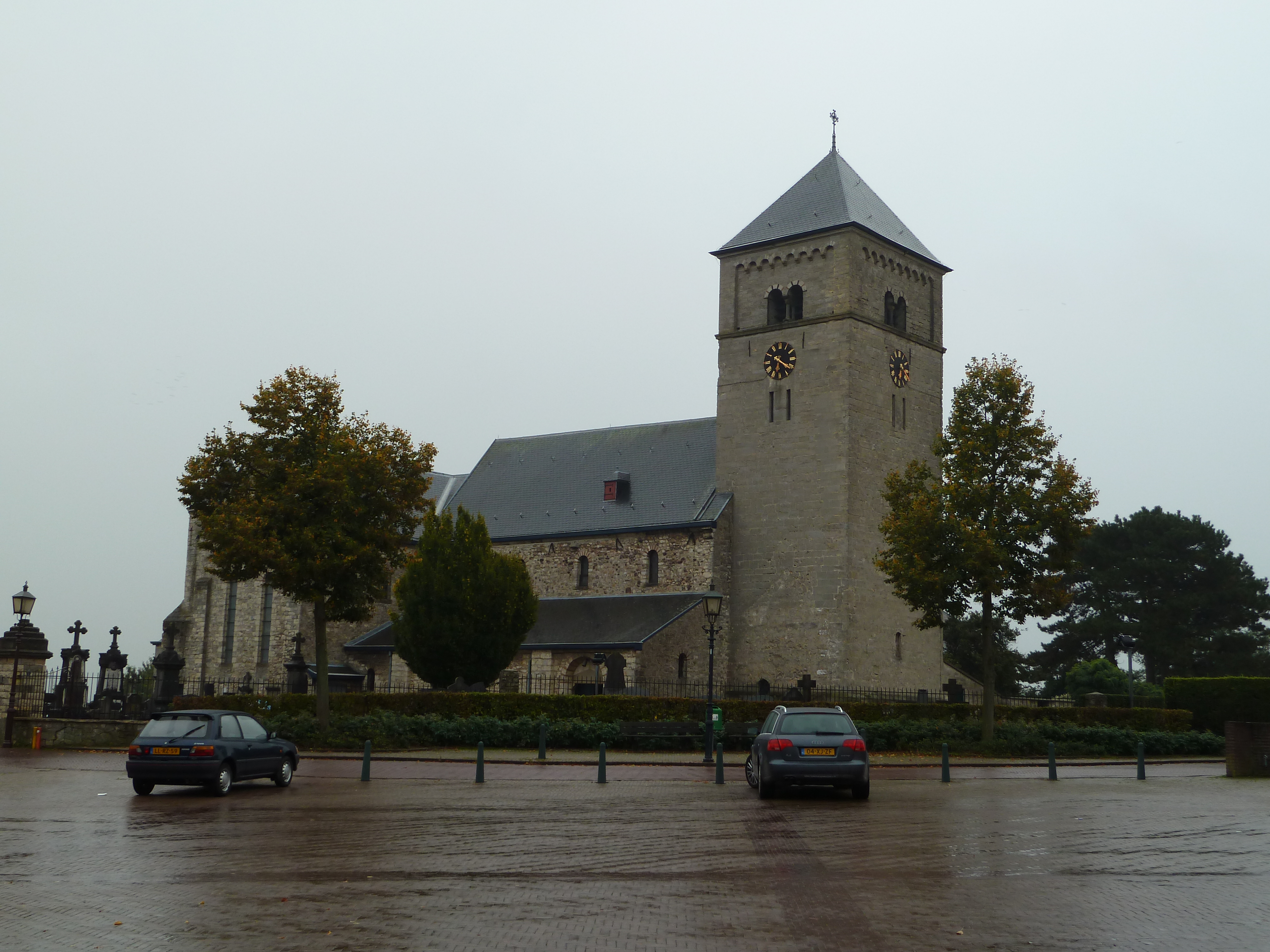
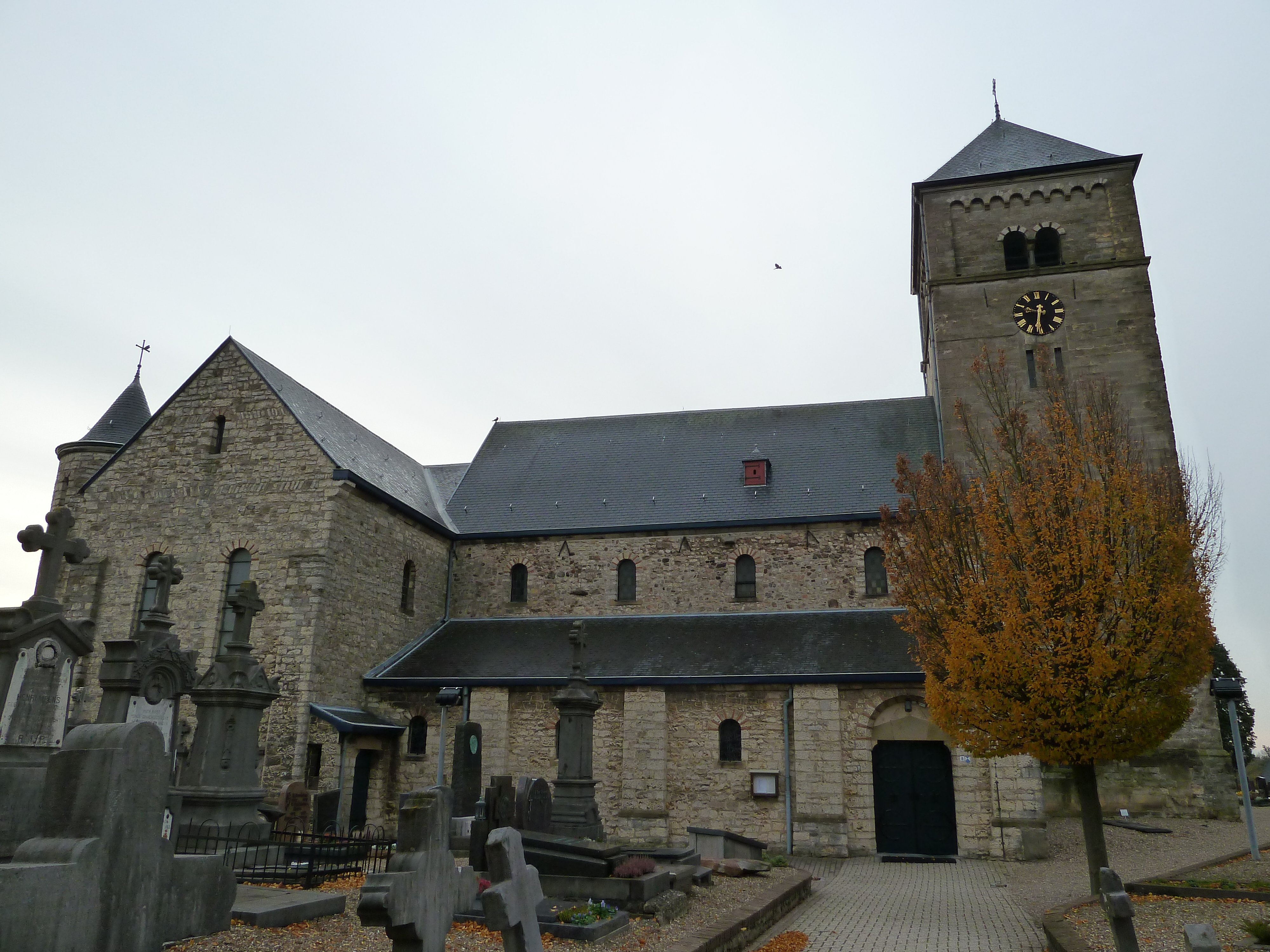
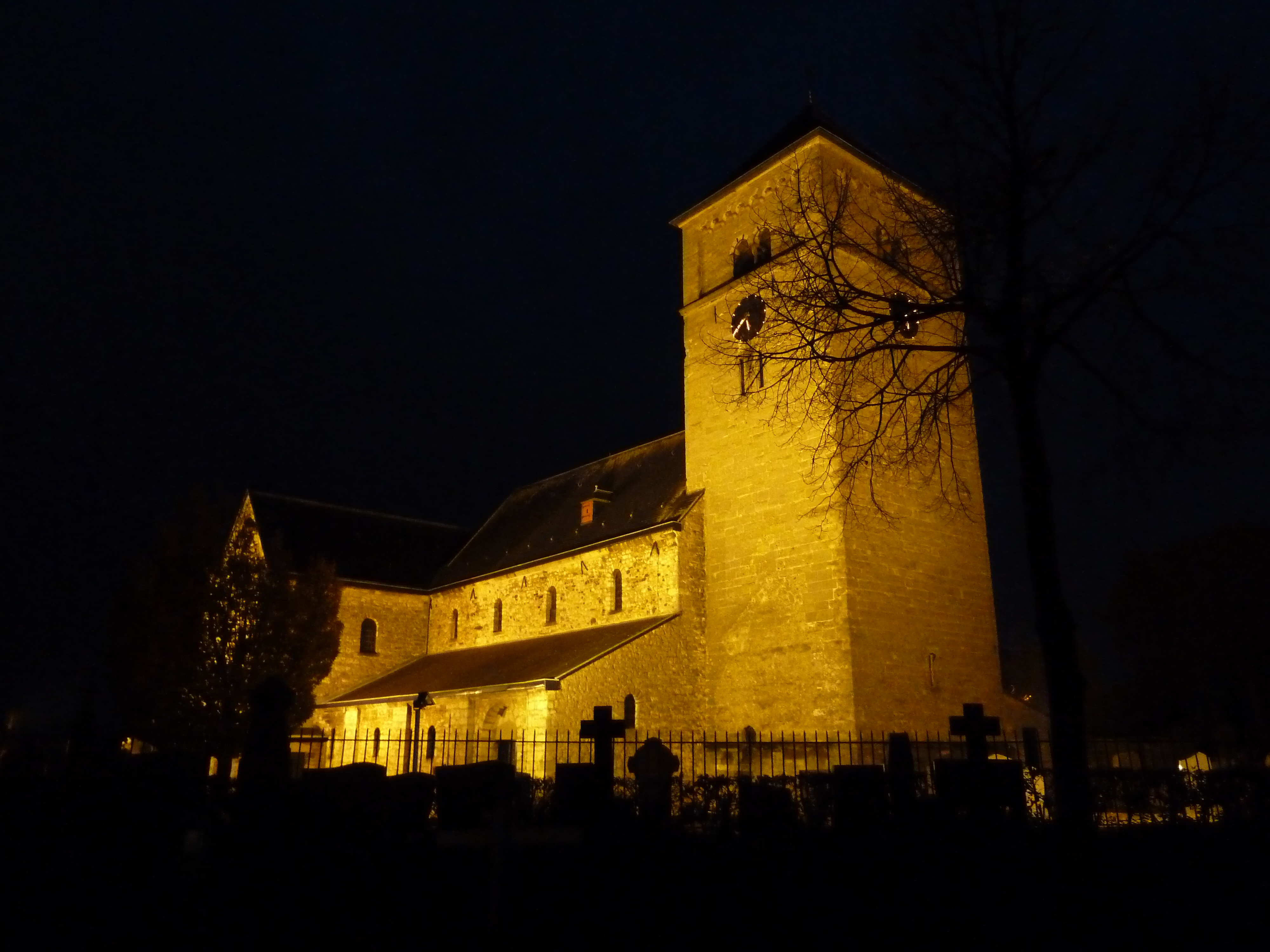

## Bouwmateriaal
Een deel van het kerkgebouw is opgetrokken in Kunrader kalksteen, de toren is opgetrokken in Maastrichtse kalksteen.